# شایلا فاکس
شایلا فاکس (انگلیسی: Shyla Foxxx؛ زاده ۲۱ دسامبر ۱۹۷۲) یک بازیگر پورنوگرافی است.